# Parochlus kiefferi
Parochlus kiefferi är en tvåvingeart som först beskrevs av Garrett 1925.  Parochlus kiefferi ingår i släktet Parochlus och familjen fjädermyggor. Arten är reproducerande i Sverige. Inga underarter finns listade i Catalogue of Life.